# Oblężenie Boulogne
Oblężenie Boulogne – oblężenie, które miało miejsce w roku 1544 w trakcie wojny angielsko-francuskiej (1544–1546).
Gdy w roku 1544 wojska króla angielskiego Henryka VIII dowodzone przez Charlesa Brandona zajęły po kilkumiesięcznym oblężeniu Boulogne, wywołało to reakcję Franciszka I, który postanowił odbić miasto z rąk Anglików. W październiku, żołnierze francuscy ubezpieczani przez szwajcarskich pikinierów wdarli się do miasta, dokonując rzezi Anglików. W momencie gdy pewni siebie Francuzi plądrowali dobytek obrońców, Anglicy wykorzystując oddziały łuczników przypuścili kontratak, wypierając Francuzów z miasta. W podpisanym w roku 1546 układzie, Boulogne przeszło w tymczasowe posiadanie Anglików.